# Карл Егон Ойген (Фюрстенберг-Мьоскирх)
Карл Егон Ойген Йозеф Христоф фон Фюрстенберг-Мьоскирх (на немски: Karl Egon Eugen Joseph Christoph von Fürstenberg-Mößkirch; * 2 ноември 1665, Мескирх; † 14 октомври 1702, битка при Фридлинген) от род Фюрстенберг, е граф на Фюрстенберг, генерал-лейтенант и императорски фелдмаршал-лейтенант на императорската войска.

## Произход и младост
Той е четвъртият син на граф Франц Кристоф фон Фюрстенберг-Мьоскирх (1625 – 1671) и съпругата му Мария Тереза фон Аренберг (1639 -1705), дъщеря на Филип Карл фон Аренберг (1587 -1640), княз на Аренберг и херцог на Арсхот, и третата му съпруга Мария Клеофа фон Хоенцолерн-Зигмаринген (1599 – 1685). Брат е на княз Фробен Фердинанд (1664 – 1741), Фридрих Кристоф Мария Франц Ойген Йозеф Антон (1662 – 1684) и на Филип Карл Йозеф Христоф (1669 – 1718), епископ на Лавант.
След смъртта на баща му (1671) опекунството води майка му и чичо му Фробен Мария фон Фюрстенберг-Мьоскирх († 1685) във Виена. На двадесет години той поема с братята си наследството на баща му и на чичо му. До 1702 г. братята управляват заедно господствата, след това Карл Егон получава Хюфинген и Льофинген, също земи при Гайзинген като негова територия.
През 1675 г. Карл Егон, заедно с братята си Фробен Фердинанд и Фридрих Христоф, започва да учи в гимназията в Кьолн. От ноември 1676 г. учи в контролирания от йезуитите университет в Прага. Заради чумата братята напускат Прага през 1680 г. и следват във Вюрцбург и в края на 1680 в университета в Льовен. Чичо им желае да получат юридическо образование. Карл Егон изостава в успехите си след братята си.
През 1682 г. Карл Егон и братята му започват пътуването си в Брюксел и 1684 г. за около една година в Париж. През 1685/1686 г. те пътуват в Италия.
Карл Егон започва с престрояването на дворец Хюфинген.

## Военна кариера
От 1687 г. Карл Егон участва като доброволец в Голямата турска война и се отличава на 6 септември 1688 г. при обсадата на Белград. Той поема командването, но е ранен.
В похода от 1689 г. той се бие като хауптман при Гвидо фон Щархемберг. На 21 януари 1690 г. той е полковник-лейтенант. От лятото на 1691 г. той на западния фронт и попада на 7 август в Пфорцхайм във френски плен. След завръщането му от Париж на 30 август 1692 г. той е номиниран за генерал-вахтмайстер на швабския имперски окръг и на 3 април 1693 г. на императорски генерал-вахтмайстер. На 7 декември 1693 г. имперският окръг го номинира за генерал-фелдмаршал-лейтенант. На 23 декември 1693 г. той е австрийски генерал-командир на Констанц, Брегенц, Филинген, на четирите Валдщете и на цял Шварцвалд. Връзките не му помагат да получи императорски полк, понеже Фюрстенбергите нямали нужните пари за подкупи. На 1 юли 1694 г. император Леополд му дава обаче пехотния полк на фрайхер Фридрих фон Щадел.
Чрез женитбата му с една графиня фон Шварценберг Карл Егон подобрява положението си в двора на Виена. На 27 януари 1700 г. той е повишен на императорски фелдмаршал-лейтенант.
Карл Егон командва на 14 октомври 1702 г. инфантерията в лявото крило в битката при Фридлинген и е убит в началото на битката. Той е погребан във фамилната гробница в манастир Нойдинген, днес в Донауешинген.

## Фамилия
Карл Егон се жени 1699 г. във Виена за графиня Мария Франциска Юстина фон Шварценберг (* 17 август 1677; † 8 декември 1731), дъщеря на княз Фердинанд фон Шварценберг (1652 – 1703) и Мария Анна графиня фон Зулц, ландграфиня в Клегау (1653 – 1698). Те имат децата:
- Мария Елеонора Амалия (* 25 ноември 1699; † 14 юни 1773, Виена), омъжена на 27 ноември 1726 г. във Виена за граф Ернст Йозеф Бройнер († 9 януари 1737, Виена)
- Мария Ернестина Терезия (* 10 декември 1700; † 27 януари 1772)
- Карл Егон (* 5 ноември 1702; † 17 февруари 1702, Констанц)

## Литераура
- Constantin von Wurzbach: Fürstenberg. In: Biographisches Lexikon des Kaiserthums Oesterreich. 5. Theil. Verlag der typogr.-literar.-artist. Anstalt (L. C. Zamarski & C. Dittmarsch.), Wien 1859, S. 14
- Carl Borromäus Alois Fickler: Geschichte des Hauses und Landes Fürstenberg, Aachen und Leipzig 1832 Band 4, S. 190 – 203
- Esteban Mauerer: Südwestdeutscher Reichsadel im 17. und 18. Jahrhundert. Geld, Reputation, Karriere: das Haus Fürstenberg. Vandenhoeck & Ruprecht, Göttingen 2001 (Digitalisat)
- Ernst Münch, Karl Alois Fickler: Geschichte des Hauses und Landes Fürstenberg, Karlsruhe 1847, Band 4, S. 169 – 189 Google Digitalisat
- Wilhelm Edler von Janko: Karl Egon von Fürstenberg-Meßkirch. In: Allgemeine Deutsche Biographie (ADB). Band 8, Duncker & Humblot, Leipzig 1878, S. 226.
- ~Europäische Stammtafeln, J.A. Stargardt Verlag, Marburg, Schwennicke, Detlev (Ed.). V 15